# Karl Jungbluth
Karl Jungbluth (* 17. März 1903 in Hannover; † 12. Januar 1945 in Dresden) war ein deutscher Kommunist und antifaschistischer Widerstandskämpfer.

## Leben
Jungbluth war Sohn eines Schriftsetzers. Nach dem Besuch der Volksschule machte er eine Ausbildung zum Optiker. 1933/34 gehörte er zur Leitung einer KPD-Widerstandsgruppe in Chemnitz. Im April 1934 wurde er verhaftet und zu einer 20-monatigen Zuchthausstrafe verurteilt. Nach der Haftentlassung setzte er den Widerstand gegen den Nationalsozialismus in Leipzig fort. Nach Beginn des Zweiten Weltkriegs gehörte er zu der von Georg Schumann geleiteten sächsischen Widerstandsorganisation Schumann-Engert-Kresse-Gruppe. Zusammen mit William Zipperer und Arthur Hoffmann bildete er eine Gruppe.
Im Juli 1944 wurde er wie die meisten Mitglieder dieser Widerstandsorganisation verhaftet. Am 23. und 24. November verurteilte der Dresdner Volksgerichtshof die Widerstandskämpfer zum Tod. Die Urteile gegen Georg Schumann, Otto Engert und Kurt Kresse wurden am 11. Januar 1945 im Hof des Dresdner Landgerichts vollstreckt und die gegen Karl Jungbluth, William Zipperer, Arthur Hoffmann, Alfred Frank, Georg Schwarz, Richard Lehmann, Wolfgang Heinze und andere Widerstandskämpfer dort einen Tag später.

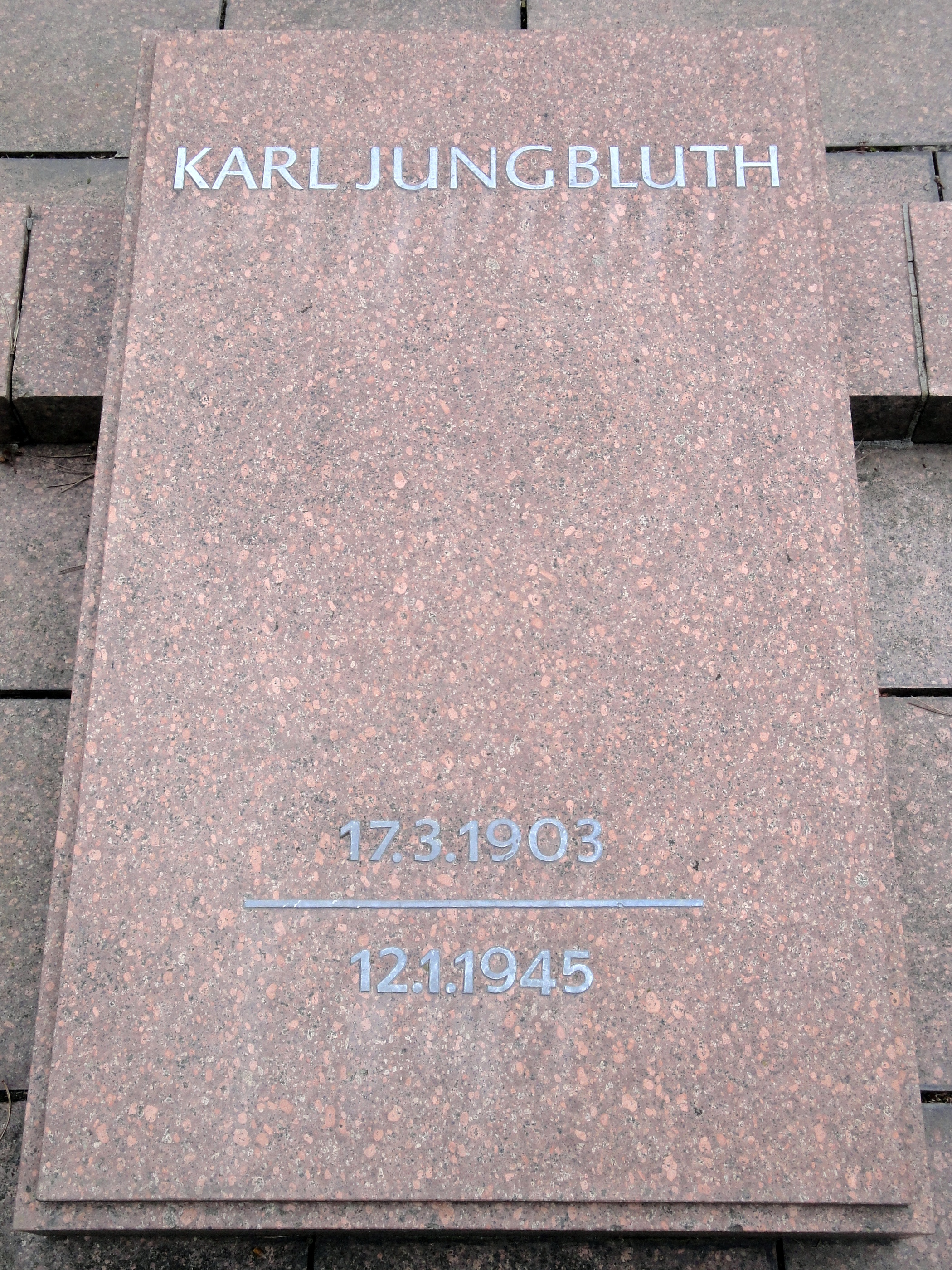
Grabstelle auf dem Südfriedhof

Sein Grab befindet sich auf dem Leipziger Südfriedhof.

## Ehrungen

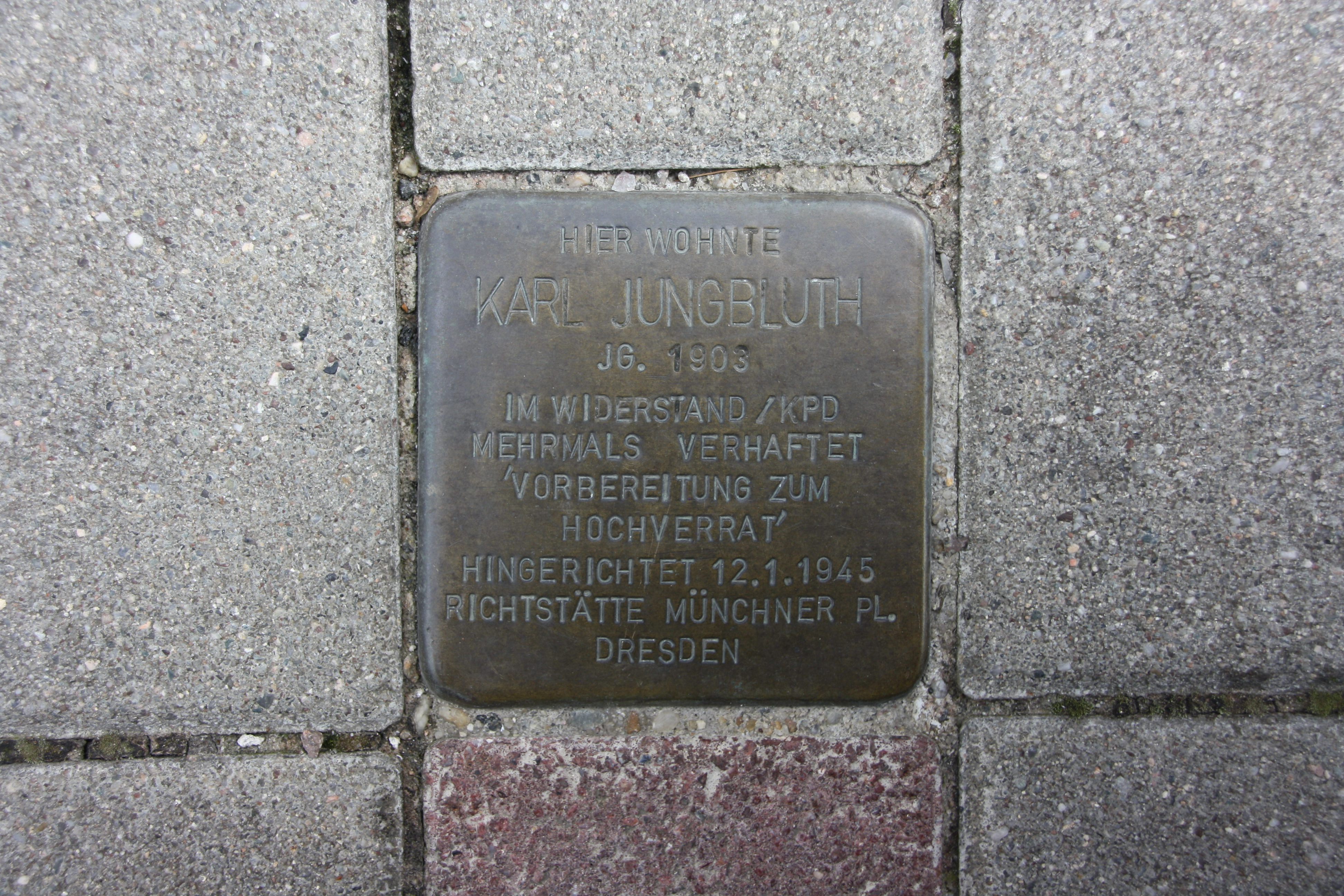
Stolperstein vor der Karl-Jungbluth-Straße 35

- In Leipzig trug von 1977 bis 1992 eine Polytechnische Oberschule (heutige Luise-Otto-Peters-Schule) seinen Namen.[2]
- In Lößnig gibt es die Karl-Jungbluth-Straße.
- Am 1. Oktober 2015 verlegte der Künstler Gunter Demnig in Leipzig 26 Stolpersteine, darunter einen vor der Karl-Jungbluth Straße 35 zur Erinnerung an Jungbluth.[3]